# Albert Delannoy
Albert Léon Delannoy (* 13. Februar 1881 in Paris; † 19. Mai 1944 in Paris) war ein französischer Leichtathlet.
Bei den Olympischen Spielen 1900 in Paris wurde er im Weitsprung Fünfter mit seiner persönlichen Bestleistung von 6,755 m. Ebenfalls Fünfter wurde er im Dreisprung; seine Weite in diesem Wettbewerb ist nicht überliefert.
Albert Delannoy startete für den Racing Club de France.